# Симонсен, Хелле
Хе́лле Но́рфред Си́монсен (дат. Helle Norfred Simonsen; род. 7 сентября 1984, Видовре, Копенгаген) — датская кёрлингистка.
В составе женской сборной Дании участница зимних Олимпийских игр 2006 и 2014 годов (команда Дании заняла шестое места); участник пяти чемпионатов мира среди женщин (лучший результат — четвёртое место в 2011), семи чемпионатов Европы  (лучший результат — бронзовые призёры в 2007). Пятикратная чемпионка Дании среди женщин. В составе юниорской женской сборной Дании участник четырёх чемпионатов мира (лучший результат — бронзовые призёры в 2006). Шестикратная чемпионка Дании среди юниоров.
В «классическом» кёрлинге (команда из четырёх человек одного пола) играла на позициях третьего и второго.

## Достижения
- Чемпионат Европы по кёрлингу: бронза (2007).
- Чемпионат Дании по кёрлингу среди женщин: золото (2005, 2010, 2011, 2012, 2013).
- Чемпионат мира по кёрлингу среди юниоров: бронза (2006).
- Чемпионат Дании по кёрлингу среди юниоров: золото (2000, 2001, 2002, 2004, 2005, 2006).

## Команды
| Сезон   | Четвёртый    | Третий         | Второй            | Первый              | Запасной                                                                    | Турниры                                             |
| ------- | ------------ | -------------- | ----------------- | ------------------- | --------------------------------------------------------------------------- | --------------------------------------------------- |
| 1999—00 | Мадлен Дюпон | Дениз Дюпон    | Хелле Симонсен    | Мария Поульсен      | Sandra Gufler                                                               | ЧДЮ 2000                                            |
| 2000—01 | Мадлен Дюпон | Дениз Дюпон    | Хелле Симонсен    | Мария Поульсен      | Sandra Gufler                                                               | ЧДЮ 2001                                            |
| 2000—01 | Дениз Дюпон  | Хелле Симонсен | Мадлен Дюпон      | Мария Поульсен      | Sandra Gufler тренер: Ким Дюпон                                             | ЧМЮ 2001 (9 место)                                  |
| 2001—02 | Мадлен Дюпон | Дениз Дюпон    | Лене Нильсен      | Хелле Симонсен      | Мария Поульсен                                                              | ЧДЮ 2002                                            |
| 2001—02 | Дениз Дюпон  | Мадлен Дюпон   | Хелле Симонсен    | Мария Поульсен      | Camilla Hansen                                                              | ЧМЮ-Б 2002                                          |
| 2003—04 | Мадлен Дюпон | Дениз Дюпон    | Лене Нильсен      | Хелле Симонсен      | Мария Поульсен                                                              | ЧДЮ 2004                                            |
| 2003—04 | Мадлен Дюпон | Дениз Дюпон    | Хелле Симонсен    | Мария Поульсен      | Лене Нильсен тренер: Ким Дюпон                                              | ЧМЮ-Б 2004 · ЧМЮ 2004 (6 место) · ЧМ 2004 (8 место) |
| 2004—05 | Мадлен Дюпон | Дениз Дюпон    | Хелле Симонсен    | Мария Поульсен      | Лене Нильсен тренер: Ким Дюпон                                              | ЧЕ 2004 (8 место)                                   |
| 2004—05 | Мадлен Дюпон | Дениз Дюпон    | Лене Нильсен      | Хелле Симонсен      | Мария Поульсен                                                              | ЧДЮ 2005 · ЧДЖ 2005                                 |
| 2004—05 | Мадлен Дюпон | Дениз Дюпон    | Лене Нильсен      | Мария Поульсен      | Хелле Симонсен тренер: Ким Дюпон                                            | ЧМЮ 2005 (4 место) ЧМ 2005 (9 место)                |
| 2005—06 | Лене Нильсен | Янне Эллегорд  | Мария Поульсен    | Хелле Симонсен      | Camilla Jørgensen                                                           | ЧДЮ 2006                                            |
| 2005—06 | Лене Нильсен | Хелле Симонсен | Camilla Jørgensen | Мария Поульсен      | Янне Эллегорд тренер: Ларс Виландт                                          | ЧМЮ 2006                                            |
| 2006—07 | Лене Нильсен | Хелле Симонсен | Camilla Jørgensen | Мария Поульсен      |                                                                             |                                                     |
| 2007—08 | Лене Нильсен | Хелле Симонсен | Camilla Jørgensen | Мария Поульсен      | Янне Эллегорд тренер: Лассе Лаурсен                                         | ЧЕ 2007                                             |
| 2009—10 | Лене Нильсен | Хелле Симонсен | Янне Эллегорд     | Мария Поульсен      |                                                                             |                                                     |
| 2010—11 | Лене Нильсен | Хелле Симонсен | Янне Эллегорд     | Мария Поульсен      | Natacha Glenström (ЧЕ) Метте де Неергор (ЧМ) тренер: Лассе Лаурсен (ЧЕ, ЧМ) | ЧЕ 2010 (5 место) · ЧДЖ 2011 · ЧМ 2011 (4 место)    |
| 2011—12 | Лене Нильсен | Хелле Симонсен | Янне Эллегорд     | Мария Поульсен      | Метте де Неергор тренер: Лассе Лаурсен                                      | ЧЕ 2011 (4 место) · ЧДЖ 2012 · ЧМ 2012 (7 место)    |
| 2012—13 | Лене Нильсен | Хелле Симонсен | Янне Эллегорд     | Мария Поульсен      | Ане Хансен тренеры: Лассе Лаурсен, Jakob Hansen                             | ЧЕ 2012 (4 место)                                   |
| 2012—13 | Лене Нильсен | Хелле Симонсен | Янне Эллегорд     | Мария Поульсен      | Метте де Неергор тренер: Лассе Лаурсен (ЧМ)                                 | ЧДЖ 2013 · ЧМ 2013 (8 место)                        |
| 2013—14 | Лене Нильсен | Хелле Симонсен | Янне Эллегорд     | Мария Поульсен      | Метте де Неергор тренер: Герт Ларсен                                        | ЧЕ 2013 (4 место) · ЧДЖ 2014 · ЗОИ 2014 (6 место)   |
| 2015—16 | Лене Нильсен | Хелле Симонсен | Стефани Рисдаль   | Шарлотта Клемменсен | Изабелла Клемменсен тренер: Ульрик Шмидт                                    | ЧЕ 2015 (4 место)                                   |

(скипы выделены полужирным шрифтом)